# Synagoga w Dolsku
Synagoga w Dolsku – synagoga znajdująca się w Dolsku przy ulicy Podgórnej.
Została zbudowana na początku XX wieku. Nie wiadomo, czy budynek został zbudowany od początku jako synagoga, czy też dostosowano do tego celu starszy obiekt.
Synagoga została zamknięta na skutek likwidacji gminy żydowskiej w 1921. Po 1945 budynek został znacznie przebudowany. Obecnie służy on jako dom mieszkalny.